# München Mü 3
Mü 3 Kakadu var ett ensitsigt tyskt segelflygplan som konstruerades av studenter vid Akaflieg München.
Mü 3 var Akaflieg Münchens första riktigt konkurrenskraftiga och högvärdiga segelflygplan. Det blev färdigt i tid för att delta i segelflygtävlingarna vid Wasserkuppe 1928. Flygplanets grundkonstruktion kom senare att kopieras av flera företag inom den tyska flygindustrin. Flygplanet användes av Akaflieg Münchens medlemmar till rekordförsök i distansflygning fram till i mitten på 1930-talet då flygplan med bättre glidtal kom ut på marknaden.
Flygplanet var högvingat med en vinge av Göttingen 652 profil. Förarkabinen som var öppen var placerad framför vingen. Landstället bestod av en enkel skida under flygplanskroppens främre del samt en sporre under fenan. 